# U-157 (tàu ngầm Đức) (1941)
U-157 là một tàu ngầm tấn công  Lớp Type IX thuộc phân lớp Type IXC được Hải quân Đức Quốc Xã chế tạo trong Chiến tranh Thế giới thứ hai. Nhập biên chế năm 1941, nó đã thực hiện được hai chuyến tuần tra và đánh chìm được một tàu buôn tải trọng 6.401 GRT. Trong chuyến tuần tra cuối cùng, U-157 bị tàu cutter USCGC Thetis của Tuần duyên Hoa Kỳ đánh chìm trong vịnh Mexico về phía Tây Nam Key West, Florida vào ngày 13 tháng 6, 1942.

## Thiết kế và chế tạo

### Thiết kế
Thiết kế của tàu ngầm Type IXC có kích thước hơi nhỉnh hơn so với phân lớp Type IXB dẫn trước. Chúng có trọng lượng choán nước 1.120 t (1.100 tấn Anh) khi nổi và 1.232 t (1.213 tấn Anh) khi lặn. Con tàu có chiều dài chung 76,76 m (251 ft 10 in), lớp vỏ trong chịu áp lực dài 58,75 m (192 ft 9 in), mạn tàu rộng 6,76 m (22 ft 2 in), chiều cao 9,60 m (31 ft 6 in) và mớn nước 4,70 m (15 ft 5 in).
Chúng trang bị hai động cơ diesel MAN M 9 V 40/46 siêu tăng áp 9-xy lanh 4 thì, tổng công suất 4.400 PS (3.200 kW; 4.300 bhp), dẫn động hai trục chân vịt đường kính 1,92 m (6,3 ft), cho phép đạt tốc độ tối đa 18,3 kn (33,9 km/h), và tầm hoạt động tối đa 13.450 nmi (24.910 km) khi đi tốc độ đường trường 10 kn (19 km/h). Khi đi ngầm dưới nước, chúng sử dụng hai động cơ/máy phát điện Siemens-Schuckert 2 GU 345/34 tổng công suất 1.000 PS (740 kW; 990 shp). Tốc độ tối đa khi lặn là 7,3 kn (13,5 km/h), và tầm hoạt động 63 nmi (117 km) ở tốc độ 4 kn (7,4 km/h). Con tàu có khả năng lặn sâu đến 230 m (750 ft).
Vũ khí trang bị có sáu ống phóng ngư lôi 53,3 cm (21 in), bao gồm bốn ống trước mũi và hai ống phía đuôi, và mang theo tổng cộng 22 quả ngư lôi 53,3 cm (21 in). Tàu ngầm Type IX trang bị một hải pháo 10,5 cm (4,1 in) SK C/32 với 110 quả đạn, một pháo phòng không 3,7 cm (1,5 in) SK C/30 và hai pháo phòng không 2 cm (0,79 in) C/30. Thủy thủ đoàn bao gồm 4 sĩ quan và 44 thủy thủ.

### Chế tạo
U-157 được đặt hàng vào ngày 25 tháng 9, 1939, và được đặt lườn tại xưởng tàu AG Weser của hãng DeSchiMAG ở Bremen vào ngày 21 tháng 10, 1940. Nó được hạ thủy vào ngày 5 tháng 6, 1941, và nhập biên chế cùng Hải quân Đức Quốc Xã vào ngày 15 tháng 9, 1941 dưới quyền chỉ huy của Hạm trưởng, Thiếu tá Hải quân Wolf Henne.

## Lịch sử hoạt động
Sau khi hoàn tất việc chạy thử máy và huấn luyện trong thành phần Chi hạm đội U-boat 4, U-157 được điều sang Chi hạm đội U-boat 2 từ ngày 3 tháng 6, 1942 để hoạt động trên tuyến đầu cho đến khi bị mất.

### Chuyến tuần tra thứ nhất
U-157 xuất phát từ cảng Kiel, Đức vào ngày 30 tháng 4, 1942 cho chuyến tuần tra đầu tiên trong chiến tranh. Nó tiến ra Bắc Hải, rồi băng qua khe GI-UK giữa các quần đảo Shetland và Faroe để vòng qua quần đảo Anh, và hoạt động tại vùng biển Bắc Đại Tây Dương về phía Tây Ireland (Khu vực Tiếp cận phía Tây). Chiếc U-boat không đánh chìm được mục tiêu nào, nên đã kết thúc chuyến tuần tra tại cảng Lorient bên bờ Đại Tây Dương của Pháp đã bị Đức chiếm đóng vào ngày 10 tháng 5.

### Chuyến tuần tra thứ hai – Bị mất
U-157 khởi hành từ cảng Lorient vào ngày 18 tháng 5 cho chuyến tuần tra thứ hai, cũng là chuyến cuối cùng, và đã băng qua suốt Đại Tây Dương để hoạt động ngoài khơi bờ biển Đông Nam của Hoa Kỳ. Tại đây vào ngày 11 tháng 6, nó đã phóng ngư lôi đánh chìm chiếc tàu chở dầu Hoa Kỳ Hagan 6.401 GRT ở vị trí khoảng 5 nmi (9,3 km) phía Bắc bờ biển Cuba.
Chỉ hai ngày sau đó 13 tháng 6, tàu cutter USCGC Thetis thuộc Tuần duyên Hoa Kỳ đã thả mìn sâu tấn công, đánh chìm U-157 ở vị trí về phía Tây Nam Key West, Florida, tại tọa độ 24°13′B 82°03′T / 24,217°B 82,05°T. Toàn bộ 52 thành viên thủy thủ đoàn của chiếc U-boat đều đã tử trận.

### Tóm tắt chiến công
U-157 đã đánh chìm được một tàu buôn tải trọng 6.401 GRT:
| Ngày             | Tên tàu | Quốc tịch     | Tải trọng | Số phận      |
| ---------------- | ------- | ------------- | --------- | ------------ |
| 11 tháng 6, 1942 | Hagan   | United States | 6.401     | Bị đánh chìm |